# プロ意識
プロ意識（プロいしき）とは、専門職（特に芸能、プロスポーツ、芸術家、職人）が持っているプロとしての高い職業意識のことである。

## 概要
「プロ意識」という言葉が使い始められたのはさほど古くはないが、特に芸能人やプロスポーツ選手、料理人に対し、「見に来てくださるお客様のために健康面で気をつけている」や「良い成績を残すためにプロのアスリートとして私生活から改善を図っている」など、自分の技能や技術で身を立てる者が、当然に求められる結果を出すために日々研鑽や努力を惜しまない姿勢を「プロ意識が高い」とマスコミなどによって讃美される傾向がある。一方で、こういった専門職種に従事する者は、不祥事や醜聞などで「プロ意識が足りない」などと罵倒されることもままある。また、医師や看護師、消防士、救急救命士、兵士や自衛官、警察官など、高度な技術はもとより高い使命感により過酷な業務に耐えている職種でも同様である。

## 経営者側にとって都合のよい「プロ」
この「プロ意識」という言葉は、最近では専門職以外でも、総合職的な一介のビジネスマン（特に営業職や小売業・外食産業などの接客業）や、小売業・外食業のアルバイトにすらよく使われる。もちろんプロとしての給料（一概には言えないが例として相談料30分5000円の弁護士報酬から導くと実働時給10,000円以上、若しくは年俸以外にも福利厚生その他の自らに有利な条件を含めた報酬額）は一切支払われてはいない。ここでの「プロ意識」とは、当のビジネスマン自身が前述のように「お客さまのため」「体調管理」を自発的にするという意味ではなく、社長や経営幹部、果ては直属の上司が部下に対しての説教や訓示の形で「プロ意識を持て」「プロの仕事をせよ」というトップダウンの説明を示したものが多い。しかも、ここで社長などが述べる「プロ」は「社員自身が職業人としての自身の身を立てる」というのではなく、あくまでも方便として「会社・組織に貢献する（売上・営業成績を上げる）」点であることに注意が必要である。
問題としては、専門職でない総合職であるビジネスマンにとって「何がプロフェッショナルなのか」という定義を曖昧にして、経営者側に都合の良い解釈で、会社に貢献させることを「プロ」としている点は否めないのである。
ただ、プロスポーツチームにおいても監督や首脳陣などから選手に「プロ意識を持て」とトップダウン型の説明がされることもある。若い選手はまだ、プロ選手というより、職業に就いているという意識が低いこともあるためである。

## マスコミの公務員バッシング手段として
マスコミが公務員不祥事の際にバッシングで「プロ意識が足りない」「プロとして失格」と攻撃することがある。